# Lynn Compton

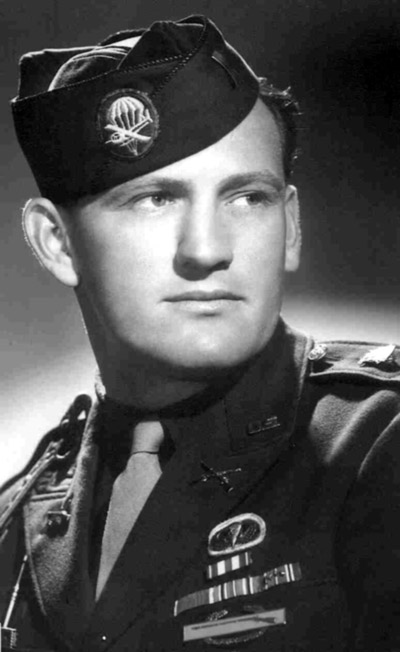
Compton während des Zweiten Weltkriegs

Lynn „Buck“ Compton (* 31. Dezember 1921; † 25. Februar 2012) war ein US-amerikanischer Jurist und Offizier. Er war der leitende Staatsanwalt im Prozess gegen Sirhan Sirhan im Mordfall Robert F. Kennedy. Buck Compton wurde in der Serie Band of Brothers – Wir waren wie Brüder von Neal McDonough dargestellt.

## Leben
Compton studierte an der University of California, Los Angeles und spielte dort erfolgreich im Baseball-Team.
Lynn Compton diente im Reserve Officer Training Corps unter Cadet Commander John Singlaub und wechselte 1943 in die Easy Company (2. Bataillon, 506. US-Fallschirmjägerregiment der 101. US-Luftlandedivision). Während der Operation Market Garden wurde er verwundet und kam einen Monat später zur Easy zurück. Compton zog mit in die Ardennenschlacht. Am 3. Januar 1945 kam er wegen Fußbrand in ein Notlazarett und wurde am 9. Januar 1945 von der Front abgezogen. Im Sommer 1945 kehrte er ein zweites Mal zur Easy zurück.

## Nach dem Krieg
Nach dem Krieg arbeitete Compton zuerst als Polizeibeamter bei dem Los Angeles Police Department, später wurde er Staatsanwalt und vertrat u. a. die Anklage gegen Sirhan Sirhan im Mordfall Robert Kennedy.

## Privates
Compton heiratete nach dem Krieg und hatte zwei Kinder. Am 6. Mai 2008 brachte er seine Memoiren heraus.

## Orden und Auszeichnungen
- Silver Star
- Bronze Star
- Purple Heart
- American Campaign Medal
- American Defense Service Medal
- European-African-Middle Eastern Campaign Medal
- World War II Victory Medal
- Presidential Unit Citation
- Combat Infantryman Badge
- Parachutist Badge mit 2 Sternen
- Orange Lanyard of the Royal Netherlands Army